# シャハブッディン・アーメド (1960年生)
シャハブッディン・アーメド（ベンガル語: শাহাবুদ্দিন আহমেদ、英語: Shahabuddin Ahmed、1960年 - ）は、バングラデシュの官僚、大使。東パキスタン（当時）南部のボラ県生まれ。食糧省長官を経て、2020年より駐日大使。

## 経歴
ダッカ大学で土壌学の学士号と修士号を取得した後、バーミンガム大学で開発金融の修士号を取得。
1986年に国家公務員となり、財務部門で20年以上にわたって国家予算策定に携わる。
アーメドが財務省副長官を務めていた2017年12月31日、食糧省長官代行を拝命。2018年には長官代行から長官に昇進している。
定年退職後の2020年3月9日、駐日大使に任命される。同年9月30日、皇居で天皇に信任状を捧呈し、駐日大使として正式に就任。
2022年1月27日、本田太郎外務大臣政務官主催のもと日本・南西アジア交流年キックオフイベントとして東京都千代田区のホテルニューオータニで書き初め会が開催された。アーメド大使も他の南西アジア駐日各国大使らと共に書き初め会に参加し、漢字で「友情」と書いた上で、日本・南西アジア交流年に向けた思いや2022年の抱負について述べた。
2022年2月10日、駐日バングラデシュ大使館が東京都内で「日・バングラデシュ外交関係樹立50周年」祝賀レセプションを主催して、岸田文雄内閣総理大臣とシェイク・ハシナ首相がビデオメッセージを寄せたほか、本田太郎外務大臣政務官が日本側の主賓として出席した。同レセプションにおいて、外交関係樹立50周年記念銀貨幣の製品化等に貢献のあったアーメド大使に対して造幣局理事の河東秀樹より記念銀貨が贈呈された。